# Voralphorn
Voralphorn är en bergstopp i Schweiz.   Den ligger i kantonen Uri, i den centrala delen av landet, 80 km öster om huvudstaden Bern. Toppen på Voralphorn är 3 203 meter över havet, eller 109 meter över den omgivande terrängen. Bredden vid basen är 0,74 km.
Terrängen runt Voralphorn är huvudsakligen mycket bergig. Runt Voralphorn är det glesbefolkat, med 9 invånare per kvadratkilometer.. Närmaste större samhälle är Engelberg, 16,4 km norr om Voralphorn. 
Trakten runt Voralphorn består i huvudsak av gräsmarker.